# Ottlaka
Ottlaka (románul Grăniceri, 1920-ig Otlaca): falu Romániában, Arad megyében.

## Fekvése
Kisjenőtől 16 km-re nyugatra, a magyar határ mellett fekszik.

## Nevének eredete
Neve a német eredetű Ottó személynév Ott alakjának és a lak szónak birtokos összetétele. 1438-ban Olthlaka, 1453-ban Othlaka néven említik. A román grăniceri 'határőrök'-et jelent, és állítólag Octavian Goga ötletéből származik.

## Története
1579-ben 27 adófizető magyar és román család lakta. 1596-ban a tatárok elpusztították. 
1739-ben 73 román család lakta. 1851-ben a 2613 lakosból már 195 volt német, akik Elekről költöztek át és külön falurészben települtek le. 1860-ban a Wenckheim család telepített be hatvan eleki német családot. Lakói többsége árendába vett földeket művelt és körülötte tanyarendszer alakult ki.
1878-ban határát tagosították, de a földtulajdonosok csak olymódon tudtak megállapodni, hogy mindegyikük két tagot kapott, az egyiket a 26 km-re lévő Meggyespusztán. Mivel ezt sokan a nagy távolság miatt képtelenek voltak megművelni, egy Ștefan Rus nevű nagygazda vezetésével ötven család Meggyespusztára települt, megalapítva a későbbi Pusztaottlakát (Otlaca Mică, Otlaca Pusta). Az 1880-as években magyarokat és szlovákokat költöztettek be. Arad vármegye Eleki járásához tartozott. 
1920-ban az új határ mind a pusztaottlakai románok, mind az ottlakai németek esetében még élő családi kötelékeket vágott szét az anyatelepüléssel. A vasút megszűnése miatt lakói terményeiket nem tudták értékesíteni a kétegyházi és az ószentannai vásárban.

## Népessége
- 1900-ban 4260 lakosából 3059 volt román, 483 magyar, 400 szlovák, 273 német és 40 cigány anyanyelvű; 3114 ortodox, 549 evangélikus, 514 római katolikus, 36 református és 35 zsidó vallású.
- 2002-ben 1362 lakosából 1252 volt román, 49 cigány, 38 német és 23 magyar nemzetiségű; 1238 ortodox, 58 római katolikus, 34 pünkösdista és 30 baptista vallású.

## Látnivalók
- Ortodox temploma a 18. század végén, a római katolikus 1895-ben épült.
- Artézi díszkút a 19. századból.

## Híres emberek
- Itt született 1856-ban Herz Miksa (nemzetközi környezetben Max Herz) építész, műemlékvédő, művészettörténész, aki Egyiptom arab-iszlám műemlékeinek szentelte pályájának aktív szakaszát (1880–1914).

## Testvérvárosa
- Elek, Magyarország (1997)